# Championnat du monde féminin de curling 2004
Navigation
Édition précédente Édition suivante
Le Championnat du monde féminin de curling 2004, vingt-sixième édition du championnat du monde féminin de curling, a eu lieu du 17 au 25 avril 2004 à la Gavlerinken Arena de Gävle, en Suède. Il est remporté par le Canada.